# Beloh
Beloh is een bestuurslaag in het regentschap Mojokerto van de provincie Oost-Java, Indonesië. Beloh telt 3547 inwoners (volkstelling 2010).